# Stade Kikula
Le stade Kikuka est situé dans la commune du même nom, dans la ville de Likasi, dans la province du Haut-Katanga en République démocratique du Congo.Il est souvent utilisé pour les rencontres de football et a une capacité de 5000 places.

## Histoire
- le 1er février 2021 : l'inauguration du stade après sa rénovation par le gouverneur de province[3].
- le 4 octobre 2022 : homologation du stade Kikula par la LINAFOOT[4].